# Technovision
Technovision est une société française qui était spécialisée à l'origine dans la fabrication d'optiques anamorphiques pour le cinéma avant de s'orienter vers la location de matériel de tournage.
Créée dans les années 1950 par Henryk Chroscicki (1919-2000), Technovision a équipé en caméras et en objectifs les équipes de réalisation de 3 500 longs métrages, dont 1 000 films qui ont été tournés avec le procédé anamorphique connu sous le nom de « Technovision ». Ce procédé, différent du CinemaScope et du Panavision américain, a notamment été utilisé pour le tournage de films comme Apocalypse Now de Francis Ford Coppola, Dune de David Lynch, Delicatessen de Caro et Jeunet, Deux Heures moins le quart avant Jésus-Christ, de Jean Yanne ou encore Nikita de Luc Besson.
En 2004, Technovision alors dirigée par la fille de son fondateur, Natasza Chroscicki, a été rachetée par Panavision.